# Мстители в масках
«Мстители в масках» (кит. 叉手, англ. Masked Avengers) — фильм с боевыми искусствами режиссёра Чжан Чэ, вышедший в 1981 году.

## Сюжет
Группа героев во главе с Ци Шаньюнем и Цэн Цзюнем выполняет миссию - найти и остановить банду убийц, известных как «Мстители в масках». Герои начинают свою миссию в городе, в котором, по их предположению, скрывается эта банда. Вся сложность миссии состоит в том, что личности убийц в масках никому неизвестны. Банда начинает убивать героев одного за другим, нападая внезапно. Миссия находится на грани срыва, пока союзник не помогает в установлении личностей лидеров банды и отслеживании их убежища, наполненного ловушками и хорошо обученными убийцами с трезубцами.

## В ролях
- Цзян Шэн[англ.] — Ци Шаньюнь
- Чю Хак — Лян Юн
- Чинь Сиухоу[кит.] — Цэн Цзюнь
- Лу Фэн — Лин Юньчжи
- Филип Куок[кит.] — Гао Яо
- Вон Лик — Фан Цзугуан
- Юй Тайпин — Вэйфан
- Сэк Кон — Лун Цунфэн
- Сиу Юк — Лун Цунъюй
- Лау Фонсай — Лун Цунцзян
- Чиу Куок — Хань Яньчжан
- Хонь Лайфань — Лун Сяньэр
- Лён Чёккхуань — Ян Цинбяо
- Вон Ва — Ван Чжэньлинь
- Лам Читхай — Чэнь Шэнкай
- Нгай Тхимчхой — Фан Ин

## Съёмочная группа
- Компания: Shaw Brothers
- Продюсер: Шао Жэньлэн
- Режиссёр: Чжан Чэ
- Сценарист: Ни Куан[кит.], Чжан Чэ
- Ассистент режиссёра: Лоу Юньмин, Цзян Шэн[англ.]
- Постановка боевых сцен: Чю Хак, Филип Куок[кит.], Лу Фэн, Цзян Шэн
- Художник: Джонсон Цао
- Монтажёр: Лэй Имхой, Цзян Синлун
- Грим: У Сюйцин, Лау Кайсин
- Дизайнер по костюмам: Лю Цзию
- Оператор: Чхоу Вайкхэй
- Композитор: Эдди Ван